# Grevesmühlen
Grevesmühlen (pronunciación en alemán: /ˌɡʁeːvəsˈmyːlən/ⓘ) es un municipio situado en el distrito de Mecklemburgo Noroccidental, en el estado federado de Mecklemburgo-Pomerania Occidental (Alemania), a una altitud de 40 metros. Su población a finales de 2016 era de 10 440 habs. y su densidad poblacional, 200 hab/km².
El municipio fue por primera vez mencionado en unos documentos de 1226, lo que lo convierte en unos de los más antiguos de Mecklemburgo-Pomerania Occidental.